# Браха, Гилад
Гилад Браха (англ. Gilad Bracha; Пустой шаблон {{ВД-Преамбула}} ) — программист и учёный. Известен как создатель языка программирования Newspeak. Награждён премией Даля — Нюгора.

## Биография
Получил степень бакалавра математики и компьютерных наук в университете им. Бен-Гуриона и ученую степень доктора философии в университете Юты.
Является один из разработчиков языка программирования Strongtalk. В 1994—1997 работал в компании Animorphic Systems. В 1997 году Sun Microsystems приобрела Animorphic Systems, Гилад Браха продолжил свою работу в этой компании. Совместно с другими исследователями разработал спецификацию языка Java и виртуальной машины Java. Официальная должность на тот момент — вычислительный теолог и ведущий инженер
В 2006—2009 годах ведущий инженер в Cadence Design Systems. В это время разработал язык программирования Newspeak.
Затем вице-президент SAP Labs в Пало-Алто. В 2011—2017 годах работал в Google, где возглавлял команду, которая занималась разработкой спецификации языка программирования Dart.
С 2017 года разработчик программного обеспечения в Tensyr. С 2019 года ведущий инженер в Shape Security.

## Вклад
В своей работе 1998 года предложил ввести дженерики. Они позволяют типам быть параметрами при определении классов, типов и методов, что позволяет выявить ошибки во время компиляции. Являются «синтаксическим сахаром» — после компиляции какая-либо информация о дженериках стирается. Были добавлены в версию JSE 5.0.
Браха предложил сделать выбор системы типов независимым от выбора языка — система типов должна быть модулем, который может быть «подключен» к языку по мере необходимости. Он считает, что система обязательных типов делает языки менее выразительными, а код более хрупким. Требование о том, что типы не влияют на семантику языка, трудно выполнить, например, такие конструкции, как перегрузка на основе типов, запрещены.
По замыслу Браха Newspeak должен был иметь четыре особенности: модульность, безопасность, рефлекция, совместимость.

## Труды
По данным базы данных Scopus, имеет 19 работ. Индекс Хирша равен 13.
Книги
- Bracha G. The Dart Programming Language. — Addison-Wesley, 2015. — 224 с. — ISBN 978-0321927705.

Статьи
- Bracha G., Cook W. Mixin-based inheritance (англ.) // ACM Sigplan Notices. — 1990. — Vol. 25, no. 10.
- Bracha G., Lindstrom G. Modularity Meets Inheritance (англ.) // IEEE International Conference on Computer Languages. — 1992. — April.
- Bracha G., Odersky M., Stoutamire D., Wadler P. Making the future safe for the past: adding genericity to the Java programming language (англ.) // OOPSLA '98. — 1998.
- M. Torgersen, C. P. Hansen, E. Ernst, Peter von der Ahé, G. Bracha, N. Gafter. Adding Wildcards to the Java Programming Language (англ.) // Journal of Object Technology. — 2004. — Vol. 3, no. 11.
- Bracha G., Ungar D. Mirrors: Design principles for meta-level facilities of object-oriented programming languages (англ.) // 19th Annual ACM Conference on Object-Oriented Programming, Systems, Languages, and Applications, OOPSLA'04. — 2004.
- Bracha G. Pluggable Type Systems (англ.) // OOPSLA04 Workshop on Revival of Dynamic  Languages. — 2004.
- Bracha G. Executable Grammars in Newspeak (англ.) // Electronic Notes on Theoretical Computer Science. — 2007. — No. 10. — P. 3—18.
- Bracha G., Peter von der Ah´, Bykov V., Kashai Y., Maddox W., Miranda E. Modules as objects in newspeak (англ.) // Lecture Notes in Computer Science (including subseries Lecture Notes in Artificial Intelligence and Lecture Notes in Bioinformatics). — 2010.